# 勒泰勒区
勒泰勒区（法語：Arrondissement de Rethel）是法国阿登省所辖的一个区。总面积1199.7平方公里，总人口37328，人口密度31人/平方公里（2018年）。主要城镇为勒泰勒。

## 辖区
勒泰勒区辖有101个市镇。